# Балтаган, Елена
Елена Балтаган (рум. Elena Baltagan, также Элли Вайт (Ellie White); род. 28 февраля 1984, Бузэу) — румынская эстрадная поп-певица, бывшая солистка группы DJ Project.

## Биография
Елена родилась в городе Бузэу, а в возрасте 7 лет поступает в музыкальный класс в Лицее Искусств.
Ещё из 9-го класса Елена принимала участие в национально-важных фестивалях под легкую и народную музыку, получая при этом многочисленные награды.

### Dj Project
Окончила консерваторию в Бухаресте (музыкальный факультет), собирается обучать популярному пению (класс 9 — класс 12) и пению классическому (9-класс А).
Приняла участие в соревнованиях и в музыкальных фестивалях в Amara, Călărasi, Baia Mare, Festivalul de la Nehoiu (2001, 2002, 2003), Фестиваль Calatis  (2003), Васлуй, Сулина, Бузэу, где одержала все победы и много наград.
В 2004 году начинает сотрудничество с DJ Project, став вокалисткой проекта, и выпускают первый альбом в новом составе, «Lumea Ta».

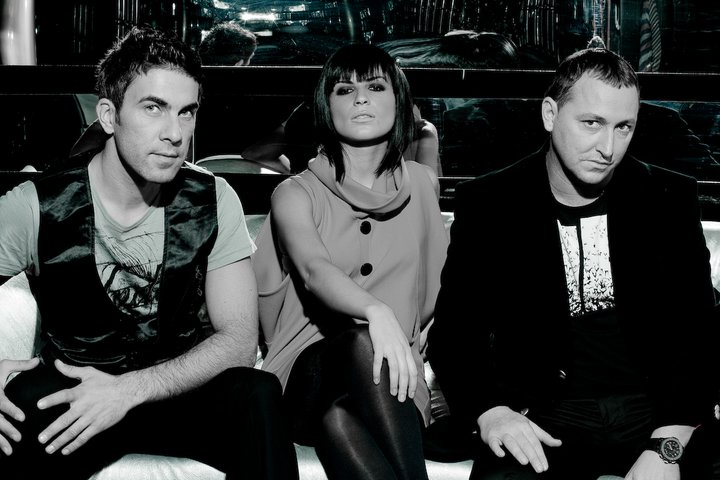
Ellie White and Dj Project

В 2006 и 2007 группа получила награду «Лучшая группа в стиле dance» на MTV Румыния Awards. В конце июня 2007 года они выпустили свой шестой альбом, Doua Anotimpuri. В начале 2008 года, Robbins Entertainment взял «Before I Sleep» DJ Project для их первого американского релиза. Альбом был назван по имени «Елена», и одноимённый рекламой использовался в Англии. Альбом был выпущен на ITunes 18 марта 2008 года и был доступен в формате CD на 1 апреля 2008 года.

### Сольная карьера
В сентябре 2009 года Елена Балтаган ушла из группы с намерением начать сольную карьеру (под псевдонимом Ellie White). В том же году записывает сингл и клип «Here I Am» вместе с Gabriel Huiban.
В 2010 году выходят такие синглы, как Love again, Nu te mai caut и One Love One Life. В 2011 году Power Of Love и «Sweetest Kind». Сотрудничает с компанией 'Roton Music' и так же группой Play & Win .

## Личная жизнь
В конце 2007 года выходит замуж за Дору Тинца. Вместе у них есть сын Михаита (род. 28 ноября 2012 года), который является старшим ребёнком в семье, и дочь Мэри (род. 31 мая 2015).

## Альбомы
- Lumea Ta (2004)
- Şoapte (2005)
- Povestea Mea (2006)
- Două Anotimpuri (2007)
- In The Club (2009)

## Дискография
| Год  | Песня                 | Альбом          |
| 2004 | «Lumea ta»            | Lumea ta        |
| 2004 | «Printre vise»        | Lumea ta        |
| 2005 | «Privirea ta»         | Soapte          |
| 2005 | «Soapte»              | Soapte          |
| 2006 | «Inca o noapte»       | Povestea mea    |
| 2006 | «Esti tot ce am»      | Povestea mea    |
| 2007 | «Before I sleep»      | Doua Anotimpuri |
| 2007 | «Doua anotimpuri»     | Doua Anotimpuri |
| 2007 | «Lacrimi de inger»    | Doua Anotimpuri |
| 2008 | «Prima noapte»        | -               |
| 2008 | «Departe de noi»      | -               |
| 2008 | «Hotel»               | -               |
| 2009 | «Miracle Love»        | In the club     |
| 2009 | «Over and over again» | In the club     |
| 2009 | «Mii de cuvinte»      | In the club     |

| Год  | Песни                           | Альбом |
| 2010 | «Nu te mai caut» / «Love again» | -      |
| 2011 | «Power of love»                 | -      |
| 2011 | «Sete de noi» / «Forever mine»  | -      |
| 2012 | «Ziua mea» / «Temple of love»   | -      |
| 2013 | «Feel»                          | -      |
| 2013 | «Vanzator de lumina»            | -      |
| 2014 | «Zi Ceva»                       | -      |
| 2015 | «Dance for Love»                | -      |

## Клипы
1. Te chem (2002)
2. Spune-mi tot ce vrei (2002)
3. Lumea ta (2004)
4. Printre vise (2004)
5. Privirea ta (2005)
6. Soapte (2005)
7. Inca o noapte (2006)
8. Esti tot ce am (2006)
9. Before I Sleep (2007)
10. Doua anotimpuri (2007)
11. Lacrimi de inger (2007)
12. Prima noapte (2008)
13. Departe de noi (2008)
14. Tell Me Why (2008)
15. Hotel (2009)
16. Miracle Love (2009)
17. DJ Project Feat. Deepside Deejays — Over & Over Again (2009)
18. Here I Am (2009)
19. Nu Te Mai Caut (2010)
20. Love again (2010)
21. Power of Love (2011)
22. Sete de noi (2012)
23. Forever mine (2012)
24. Ziua mea (2012)
25. Temple of love (2012)
26. Feel (ft. Kourosh Tazmini) (2013)
27. Vânzător de lumină (2013)
28. Zi Ceva (2014)
29. Dance for Love (2015)